# Croton sancti-lazari
Espèce
Croton sancti-lazari est une espèce de plantes à fleurs du genre Croton et de la famille des Euphorbiaceae, présente au Texas et au nord-est du Mexique.